# Jure uxoris

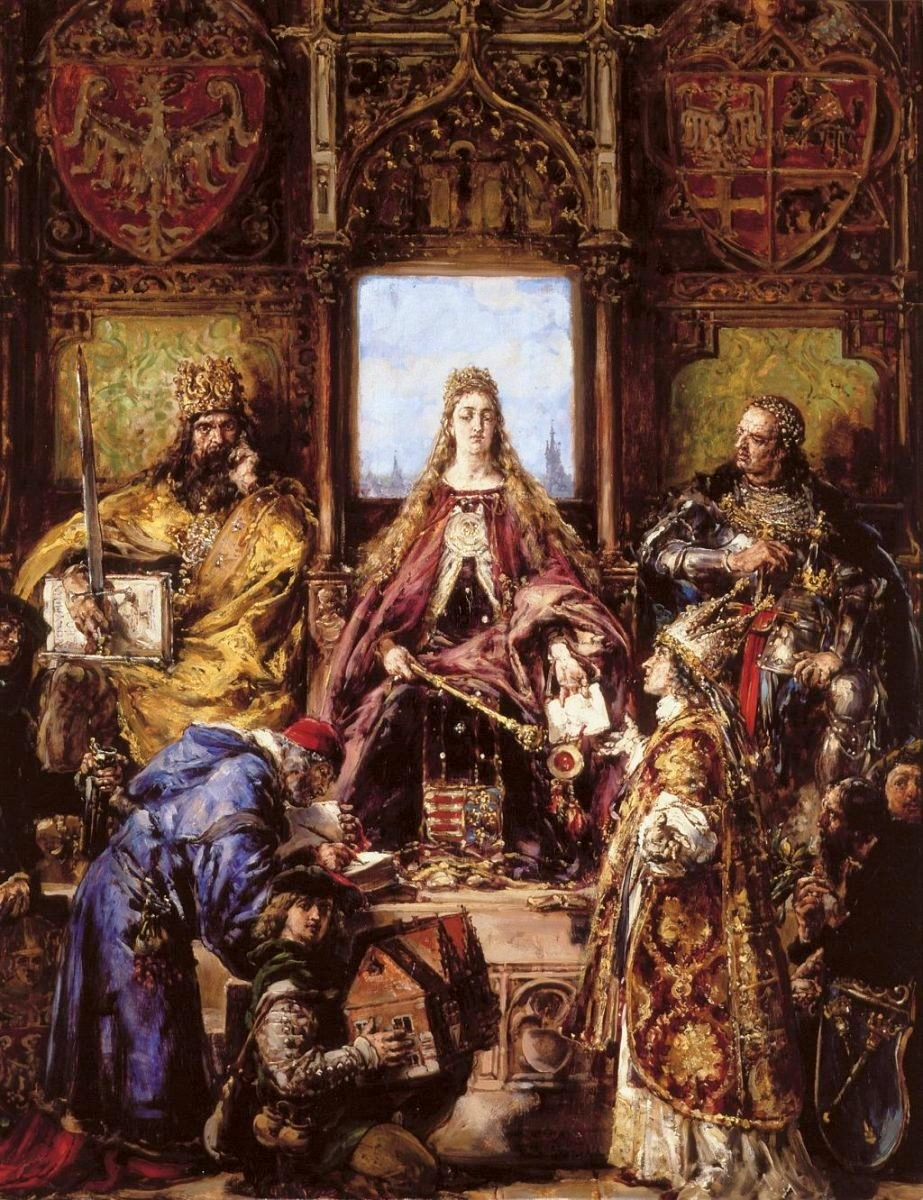
Королева Польщі і Русі Ядвіґа та її чоловік Владислав Ягайло.

Jure uxoris — латинська фраза, що означає «по праву дружини». Це шляхетний титул, який використовує чоловік, коли його дружина обіймає посаду або має титул suo jure («у власному праві»).
Також чоловік-спадкоємець «Jure uxoris» міг стати законним власником земель або титулу своєї дружини. Наприклад, одружені жінки в Англії були юридично нездатними володіти нерухомістю до прийняття Закону про власність одружених жінок 1882 року.
Королів, які правили jure uxoris, називали співправителями з їх дружинами, але їх не слід плутати з королями-консортами, які були просто консортами (подружжям) своїх дружин.

## Середні віки
В епоху Середньовіччя контроль чоловіка над майном дружини, включаючи титули, був значним. При шлюбі чоловік отримав право володіння землею своєї дружини під час шлюбу. Навіть якщо він не мав офіційного юридичного права ці землі, він міг розпоряджатися рентою та прибутком та продати землю й іншу власність, навіть якщо дружина протестувала.
Поняття jure uxoris в монархіях та управління державою від імені королеви-правительки було стандартним у середньовіччі. Так в Єрусалимському королівстві: Фулько, Гі де Лузіньян, Конрад Монферратський, Генрих II та Амальріх II отримали свої титули та правили завдяки шлюбу.
Інший відомий випадок застосування jure uxoris пов'язаний з Річардом Невілом, графом Уоріка, що здобув свій титул через одруження з Анною Бошамп, донькою Річарда де Бошампа, спадкового графа Уоріка.
Король jure uxoris міг залишатися королем навіть після смерті або розлучення з дружиною, від якої отримав титул. Коли шлюб Марії I Булонської та Матьє був скасований у 1170 році, Марія перестала бути графинею, тоді як Матвій І продовжував правити до смерті 1173 р.
В історії українських земель відомо кілька прикладів jure uxoris.
Сигізмунд Люксембурґ, король Угорщини, титулярний Король Галичини і Волині, який здобув ці титули, одружившись із Марією І Анжуйською — королевою Угорщини, королевою Галичини і Володимирії (Королевою Русі). Сигізмунд здобув корону та титули саме завдяки шлюбу з Марією і зберіг їх після її скорої смерті.
А після смерті Сигізмунда Альберт II Австрійський успадкував престол Угорщини, Богемії, Галичини і Володимирії, одружившись із донькою короля Сигізмунда (від його другої дружини Барбари Циллі) Єлизаветою Люксембурзькою.
Отже, у деяких випадках королівство могло перейти до спадкоємців (дітей) чоловіка, навіть коли вони були не від тієї дружини, від якої він отримав титул.
Великий князь Литовський, що претендував також на владу у Королівстві Русі Владислав II Ягайло, став королем Польщі та Володарем і спадкоємцем Русі, одружившись із Ядвіґою Анжуйською, а передав королівства своїм дітям від іншої дружини — доньки князя Київського Софії Гольшанської.
Анна Ягеллонка була обрана 1575 р. Королевою Польщі, Великою княгинею Литовською та Великою княгинею Руською, Київською і Волинською на Сеймі шляхти, що виступала проти вибору на короля Польщі Максиміліана II Габсбурга. Одночасно з вибором Анни було прийнято рішення про її одруження зі Стефаном Баторієм, який таким чином став королем jure uxoris.
Після смерті Стефана Баторія (1586) Анна Ягеллонка не висловила прагнення до самостійного правління, тому королем Польщі, Великим князем Литовським, Великим князем Руським, Київським і Волинським був обраний її племінник Сигізмунт III Ваза, кандидатуру якого Анна сама запропонувала та підтримала.
Інші приклади королів jure uxoris в добу Середньовіччя:
- Рауль I, дружина якого Емма була донькою короля Франції Роберта I.
- Філіпп IV, що став королем Наварри завдяки шлюбу з Джоаною I Наварською.
- Фрідріх ІІ, який був названий королем Єрусалиму після шлюбу з Ізабелою II.
- Людовік І, дружиною якого була Джоанна I Неапольська.
- Філіп III, який був одружений з Йоаною II Наварською.
- Іван I Кастильський, який був претендентом на престол Португалії в силу свого шлюбу з Беатрисою Португальською.

## Доба Відродження
В епоху Відродження в деяких країнах змінилися закони та звичаї: тепер жінка залишалася чинним монархом і лише частина її влади передавалася чоловікові. Зазвичай це було, коли консолідувались кілька королівств, наприклад, коли Ізабелла та Фердинанд об'єднали королівства.
Прецедент jure uxoris впливав й життя доньок Генріха VIII, обидві з яких правили на престолі самостійно. Шлюб Марії I Тюдор з королем Іспанії Філіпом у 1554 р. розглядався як політичний акт. Парламент Англії ухвалив Акт про шлюб королеви Марії з Філіпом Іспанським спеціально, щоб не дозволити Філіпу захопити владу на основі права jure uxoris. У подружжя не було дітей, Марія померла 1558 року, а вимоги Філіпа про правління в Англії та Ірландії на основі jure uxoris наштовхнулись на зведення на трон Єлизавети I й подальшу війну англіканців з католиками. Оточення Єлизавети I вирішило проблему можливого виникнення jure uxoris, тим, що вона ніколи не одружувалась.
У королівстві Наварри Жанна д'Албре одружилася з Антуаном де Бурбоном в 1548 році, а стала королевою після смерті батька в 1555 році. У серпні Антуан був коронований правителем jure uxoris з Жанною.

## Нові часи
У Великій Британії чоловіки довгий час діяли від імені своїх дружин у Палаті лордів. Ці посади вони займали відповідно до jure uxoris.
Коли леді Присцилла Берті у 1780 році отримала титул баронеси Віллоугбі де Ересбі (Baroness Willougby de Eresby), вона мала обіймати посаду Великого лорда-камергера. Однак цю посаду займав її чоловік сер Пітер Бурел.
У Португалії чоловік не міг стати королем jure uxoris, поки правляча королева не мала дитину (королівського спадкоємця) від нього. Так королева Марія II вступила в другий шлюб з Фернанду II 1836 року, але він не ставав королем до 1837 року, поки не народилася їх перша дитина. Перший чоловік королеви Марії, Огюст Богарне, ніколи не став монархом, бо помер бездітним.
Нині в Іспанії чоловік, одружений з представницею королівської родини, за правом jure uxoris може використовувати титул своєї дружини в суспільстві, хоча юридично він не отримує титулу.